# Arctostaphylos myrtifolia
Arctostaphylos myrtifolia es una rara especie de Arctostaphylos. Es endémica de las estribaciones de la Sierra Nevada de California. 

## Distribución y hábitat
Crece en el chaparral y bosques comunidad vegetal en una serie de suelos ácidos distintivo en el oeste de los condados de Amador y Calaveras. Solo hay alrededor de 17 apariciones, pero la planta es abundante en algunas zonas de su área de distribución limitada. Se trata de una lista federal de especies amenazadas .

## Descripción
Arctostaphylos myrtifolia es un arbusto que tiene una corteza hirsuta roja alcanzando poco más de un metro de altura máxima. Las pequeñas hojas verdes brillantes están recubiertos de pequeños pelos glandulares y son brillantes, pero con una textura áspera. Tienen menos de 2 centímetros de largo. La inflorescencia es un racimo de flores con forma de urna de color rojo brillante. El fruto es una cilíndrica drupa de solo unos pocos milímetros de longitud.

## Conservación
Una amenaza importante para esta rara planta endémica es un par de enfermedades fúngicas. Un cancro de la rama causada por especies de Fusicoccum, incluyendo F. aesculi, que provoca cierta mortalidad, y la pudrición de la corona y de la raíz causada por Phytophthora cinnamomi ha destruido grupos enteros e impedido su nuevo crecimiento en parches de suelo infestado. Estos microorganismos, así como uno recién identificado, Phytophthora cambivora, estánextendiéndose rápidamente y pronto pueden llegar a todo el rango de distribución de la planta. Debido a esta amenaza, que puede conducir a la extinción de la especie, el Servicio de Pesca y Vida Silvestre de los Estados Unidos ha recomendado que se actualice a amenazado con peligro de extinción.

## Taxonomía
Arctostaphylos myrtifolia fue descrita por Charles Christopher Parry y publicado en Pittonia 1(3): 34–35. 1887.
Etimología
Arctostaphylos: nombre genérico que deriva de las palabras griegas arktos = "oso", y staphule = "racimo de uvas", en referencia al nombre común de las especies conocidas y tal vez también en alusión a los osos que se alimentan de los frutos de uva.
myrtifolia; epíteto compuesto latino que significa "con hojas de Myrtus".
Sinonimia
- Arctostaphylos nummularia var. myrtifolia (Parry) Jeps.
- Arctostaphylos uva-ursi subsp. myrtifolia (Parry) Roof
- Schizococcus myrtifolius (Parry) Eastw.
- Uva-ursi myrtifolia (Parry) Abrams
- Uva-ursi myrtifolia (Parry) A. Heller[6]